# Gekromde zeesla
Gekromde zeesla (Ulva pseudocurvata) is een algensoort, behorende tot de groenwieren (Chlorophyta). De wetenschappelijke naam van de soort werd in 1981 voor het eerst geldig gepubliceerd door R. Koeman & C. van den Hoek.

## Kenmerken
Gekromde zeesla is tot 50 cm lang en 2-25 cm breed. De plantvorm (thallus) is bladvormig, maar zeer variabel in vorm. De bladeren, die lichtgroen van kleur zijn en zacht aanvoelen, zijn plat en vanaf de voet typisch gekromd. Het blad is twee cellagen dik. De randen zijn plat of geplooid. De bladeren zijn vastgehecht met een klein steeltje aan een discvormige hechtschijf.